# 建三江
建三江是指位處黑龍江東部的一個現由北大荒農墾集團建三江分公司所管理農墾墾區，轄下管理15個國有農場，位處富錦市、同江市、撫遠市、饒河縣之間。人口約27萬人，糧食年產量約140億斤。

## 歷史

### 開墾
建三江是黑龙江建设兵团第六師在中俄珍寶島戰役後於當地開墾並命名的。

### 建三江事件
在2014年，屬於農墾系統的當地公安和法院將四名維權律師唐吉田、江天勇、王成、張俊杰拘留在建三江青龍山農場的「法制教育基地」並作出虐待。由於此設施缺乏法律基礎，因此被形容為當地政府所設立的黑監獄，同時並由於該設施長久以來針對法輪功學員所作出的鎮壓而被些居民形容為洗腦班。

### 农垦改革
在企業化改革前，黑龙江省农垦总局負責在當地執行行政管理等政務而獨立於地方政府，但由於一系列相關改革，所屬地域的行政管理己經移交到地方政府旗下。

## 行政

### 所辖农场
- 七星农场
- 大兴农场
- 创业农场
- 前进农场
- 洪河农场
- 前锋农场
- 八五九农场
- 胜利农场
- 勤得利农场
- 青龙山农场
- 红卫农场
- 前哨农场
- 二道河农场
- 鸭绿河农场
- 浓江农场
- 九龙山柞蚕育种场

## 交通

### 民航
- 建三江湿地机场